# Edgerton (Wyoming)
Edgerton város az USA Wyoming államában,  Natrona megyében. Lakosainak száma 153 fő (2020. április 1.).

## Népesség
A település népességének változása:

| 2010 | 195 |
| 2020 | 153 |